# Maudilia López Cardona
Maudilia López Cardona (San Miguel Ixtahuacán, 1972) is een Guatemalaanse non en mensenrechtenactivist. 

Zuster Maudilia López is vooral bekend vanwege haar strijd tegen het Canadese mijnbouwbedrijf Goldcorp. Ze is de leider van een vrouwengroep die zich verzet tegen mijnbouw in de stad San Miguel Ixtahuacán.

## Biografie
Maudilia López groeide op in Comitancillo, zo'n 56 kilometer buiten San Miguel Ixtahuacán, in een gezin waar huiselijk geweld plaatsvond. Ze droomde ervan zichzelf en haar moeder te bevrijden van haar vader. Thuis spraken ze alleen Mam. In haar jeugd was Maudilia López niet religieus en werkte in een pottenbakkerij. Met twaalf jaar begon ze met Bijbellessen en op haar vijftiende besloot ze dat ze non wilde worden.

## Marlin Mijn
Zuster Maudilia López ondersteunt gemeenschapsleden die verwikkeld zijn in een strijd tegen het Canadese goudmijnbedrijf Goldcorp. De regering van Guatemala verleent regelmatig mijnlicenties aan buitenlandse bedrijven zonder de lokale gemeenschap om toestemming te vragen. Dit is een schending van de rechten van inheemse bewoners die is vastgelegd in de Guatemalaanse grondwet.
In 2009 heeft een coalitie onder leiding van zuster Maudilia López bij de OECD een klacht ingediend tegen de Canadese regering vanwege mensenrechtenschendingen in de Marlin Mijn in San Miguel Ixtahuacán. Ze wijst op de vergiftiging van drinkwater en de negatieve gevolgen voor de gezondheid van de lokale bevolking waaronder huiduitslag. Ook de schade die aan huizen rondom de mijn ontstaat, kaart ze aan. De coalitie veroordeelt het bedrijf omdat het heeft nagelaten de lokale bevolking om toestemming te vragen voor de mijn.
Zuster López verwijt Goldcorp dat het zijn medewerkers dwingt het protest van lokale bewoners een halt toe te roepen. Als het medewerkers niet lukt de bewoners te laten stoppen, zijn zij hun baan niet zeker. Dat leidt tot een intern conflict in de gemeenschap.